# Sterkiella
Genre
Sterkiella est un genre de ciliés de la famille de Oxytrichidae.

## Étymologie
Le nom de genre est un hommage au malacologue suisse Victor Sterki.

## Description
Les espèces des genres Histriculus, Oxytricha, Sterkiella et Stylonychia se ressemblent beaucoup et ont souvent été confondues.
Au sein de ce groupe, seul Histriculus est dépourvu de cirres caudaux et possède des rangées « cirrales » marginales confluentes, le séparant clairement de Sterkiella et de Stylonychia.
Ces derniers genres diffèrent morphologiquement, principalement par :
1. la disposition des membranes ondulantes : sécantes chez Sterkiella, parallèles chez Stylonychia ;
2. du champ buccal : étroit chez Sterkiella, plus large et triangulaire chez Stylonychia[1].

## Espèces
- Sterkiella histriomuscorum (Foissner, Blatterer, Berger & Kohmann, 1991) Foissner, Blatterer, Berger & Kohmann, 1991
- Sterkiella quadrinucleatus (Sick, 1933) Berger, 1999

## Publication originale
- (de) Wilhelm Foissner, Hubert Blatterer, Helmut Berger & Fritz Kohmann, « Taxonomische und ökologische Revision der Ciliaten des Saprobiensystems - Band I: Cyrtophorida, Oligotrichida, Hypotrichia, Colpodea », Informationsberichte des Bayerischen Landesamtes für Wasserwirtschaft, vol. 91, no 1,‎ 1991, p. 1-471.